# تانگو برهنه
تانگو برهنه (به انگلیسی: Naked Tango) فیلمی محصول سال ۱۹۹۰ و به کارگردانی لئونارد شریدر است. در این فیلم بازیگرانی همچون وینسنت دن آفریو، ماتیلدا می، اسای مورالس، فرناندو ری و جاش ماستل ایفای نقش کرده‌اند.